# Чаплінек
Чаплінек (пол. Czaplinek, нім. Tempelburg) — місто в північно-західній Польщі, над озером Дравсько. 
На 31 березня 2014 року, в місті було 7 180 жителів . 

## Демографія
Демографічна структура станом на 31 березня 2011 року:
|          | Загалом | Допрацездатний вік | Працездатний вік | Постпрацездатний вік |
| -------- | ------- | ------------------ | ---------------- | -------------------- |
| Чоловіки | 3455    | 724                | 2439             | 292                  |
| Жінки    | 3724    | 668                | 2259             | 797                  |
| Разом    | 7179    | 1392               | 4698             | 1089                 |